# Edna Kiplagatová
Edna Ngeringwony Kiplagat (* 15. listopadu 1979) je keňská atletka, která se věnuje maratonskému běhu, mistryně světa z let 2011 a 2013.

## Sportovní kariéra
V juniorské kategorii získala na světovém šampionátu jako sedmnáctiletá stříbrnou medaili v běhu na 3000 metrů, o dva roky později v roce 1978 doběhla na stejné trati na světovém juniorském mistrovství třetí. Svých největších úspěchů dosáhla o více než deset let později – v letech 2011 a 2013 se stala mistryní světa v maratonu. Na olympiádě v Londýně tak úspěšná nebyla, doběhla na dvacátém místě. Její osobní rekord v maratonu 2:19:50 pochází z roku 2012. Je dvojnásobnou vítězkou bostonského maratonu z let 2017 a 2021. Ve věku 41 let se stala historicky nejstarším vítězem tradičního bostonského maratonu.

## Osobní život
V roce 2001 se provdala Gilberta Koeche, bývalého běžce, který nyní působí jako trenér. Mají spolu dvě děti, Carlose a Wendy. Kromě nich vychovala i dvě děti své sestry, která zemřela na rakovinu prsu v roce 2003. V roce 2013 Edna adoptovala dcerku své sousedky, která zemřela při porodu. Od roku 2019 žije s rodinou na farmě poblíž Longmontu ve státě Colorado.